# Старокостянтинівська волость
Старокостянтинівська волость — історична адміністративно-територіальна одиниця Старокостянтинівського повіту Волинської губернії з волосним правлінням у приміському селі Новики (з початку ХХ ст. — у власне повітовому місті Старокостянтинів).
Станом на 1886 рік складалася з 15 поселень, 14 сільських громад. Населення — 8916 осіб (3426 чоловічої статі та 4490 — жіночої), 1149 дворових господарств.
|                     | Площа, десятин | У тому числі орної, дес. |
| ------------------- | -------------- | ------------------------ |
| Сільських громад    | 8323           | 6596                     |
| Приватної власності | 6062           | 4180                     |
| Іншої власності     | 224            | 151                      |
| Загалом             | 14642          | 10945                    |

Поселення волості:
- Новики — колишнє власницьке село при річці Случ за 1 версту від повітового міста, 330 осіб, 44 двори, православна церква, постоялий будинок й поташний завод. За 5 верст — цегельний завод. За 6 верст — каменоломня.
- Грибенинка — колишнє власницьке, 405 осіб, 62 двори, православна церква й постоялий будинок.
- Григорівка — колишнє власницьке село при річці Случ, 716 осіб, 114 дворів, школа, постоялий будинок й кузня.
- Закульманська — колишня власницька слобода при річці Случ, 664 особи, 137 дворів.
- Заслуцька Юридика — колишня власницька слобода при річці Случ, 478 осіб, 50 дворів, постоялий будинок й поташний завод.
- Заслуч — колишня власницька слобода при річці Случ, 604 особи, 81 двір.
- Керекешина Волиця — колишнє власницьке село, 800 осіб, 50 дворів, православна церква, постоялий будинок й винокурний завод.
- Красносілка — колишнє власницьке село при річці Случ, 450 осіб, 64 двори, православна церква, школа, постоялий будинок, 2 водяних млини й поташний завод.
- Новомийськ — колишня власницька слобода при річці Тихівка, 299 осіб, 88 дворів, православна церква й поташний завод.
- Пашківці — колишнє власницьке село при річці Ікопоть, 564 особи, 83 двори, православна церква, постоялий двір, постоялий будинок, водяний і кінний млини, цегельний і винокурний заводи.
- Попівці — колишнє власницьке село, 465 осіб, 77 дворів, православна церква, 2 постоялих будинки, кузня, водяний млин, цегельний і черепичний заводи.
- Свинна — колишнє власницьке село, 1249 осіб, 215 дворів, православна церква, школа, постоялий двір, постоялий будинок.

Станом на 1900 складалася з 20 поселень, 20 сільських громад, населення зросло до 10 207 осіб, 2201 дворове господарство, волосним старшиною був Кіндрат Євдощук.
Станом на 1913 складалася з 24 поселень, 20 сільських громад, населення зросло до 17 802 особи, 2743 дворових господарства, волосним старшиною був А. Фурманчук.